# Osamu Hidaka
Osamu Hidaka (japonês: 修日高), é considerado mestre na arte do Bonsai(japonês: 盆栽, bon-sai) no Brasil.

## Vida

### Os primeiros anos
Nasceu na província de Miyazaki , no sul do Japão e desde menino interessou por bonsai. Em 1963, casou se com Elisa, brasileira descendente de japoneses e foram morar em Atibaia, onde concentrava um grande número de imigrantes japoneses.

### O início da carreira
Deu início com seu avô quando ajudava a cuidar de sua coleção de Bonsai. Em 1954, se formou pela escola agrícola Kenritsu Takanabe Noogyoo Kootogakko, com está formação viajou para o Brasil na década de 1960 para cidade de Campos do Jordão em São Paulo, promovido pelo governo japonês, para realizar estágio. Em 1963 na cidade de Atibaia, começou trabalhar com ovos e frangos e no ano de 1968 montou seu primeiro viveiro, especializando-se no cultivo do pinheiro-negro.
Faleceu em 4 de agosto de 2014, deixando para trás a saudade e os ensinamentos que não se prendiam apenas a sua arte mas sim ensinamentos de vida.
Descanse em paz Hidaka Sensei! -SAGP.
| “ | Tenho uma vida de pobre e tenho como prazer maior cuidar das minhas plantas. | ” |